# 硯

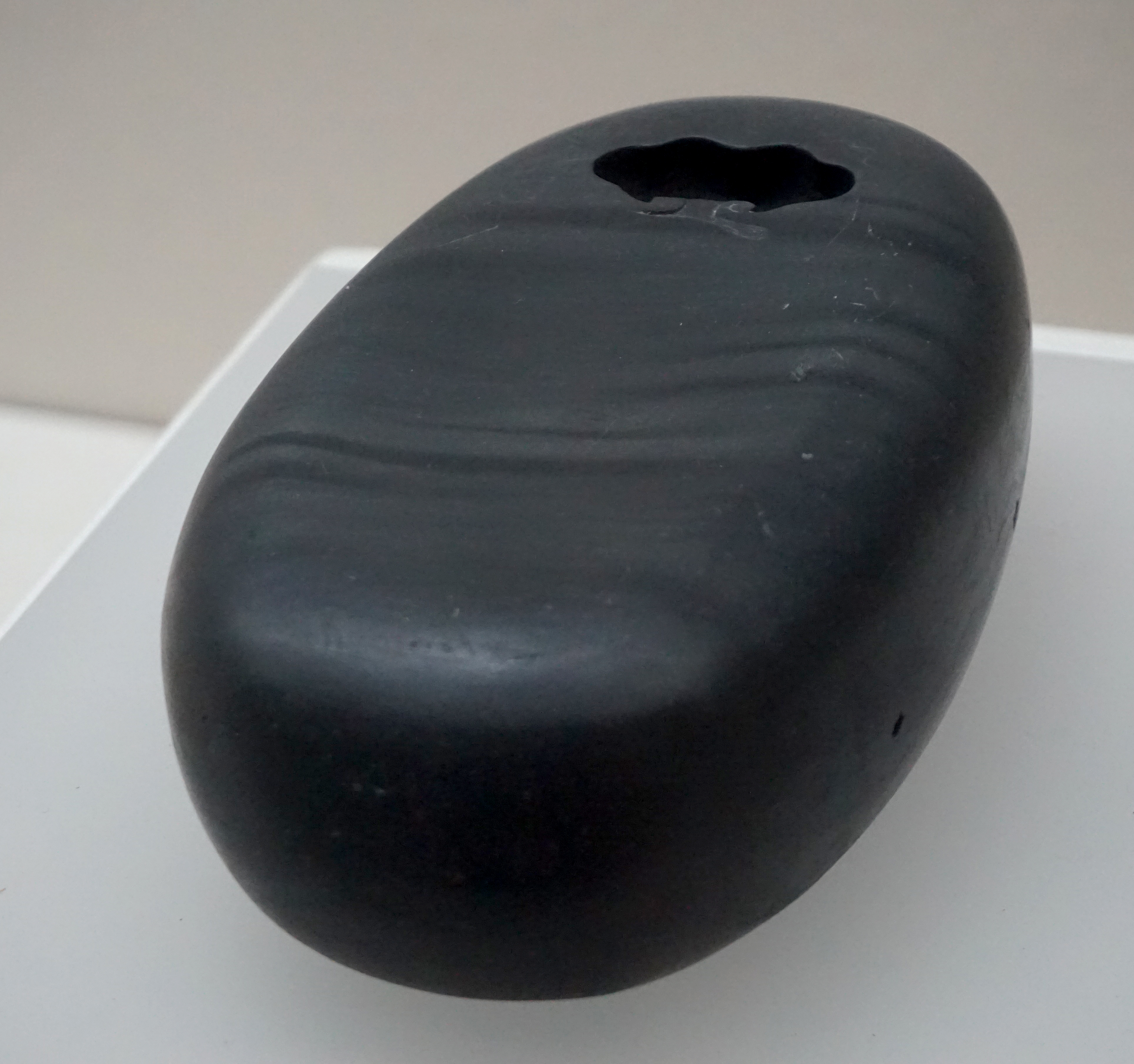
明椭圆形如意池歙砚，安徽博物院藏

硯台与笔、墨、纸是中国傳统的文房四宝。 硯台用于研墨、盛放磨好的墨汁和掭笔。因為磨墨，所以有一块平坦的地方；因為盛墨汁，所以有一个凹陷。漢代劉熙寫的《釋名》中解釋：“硯者研也，可研墨使之濡也”。

## 四大名砚
硯台的制作材料主要來自石材，有來自广东省肇庆市端州区的端砚、來自安徽省黄山市歙县的歙砚、来自甘肅卓尼洮河一带的洮砚以及來自河南洛陽的澄泥砚等，這四種硯台並列為“中国四大名砚”。端硯亦被稱作端溪石硯，位列四大名硯之首。

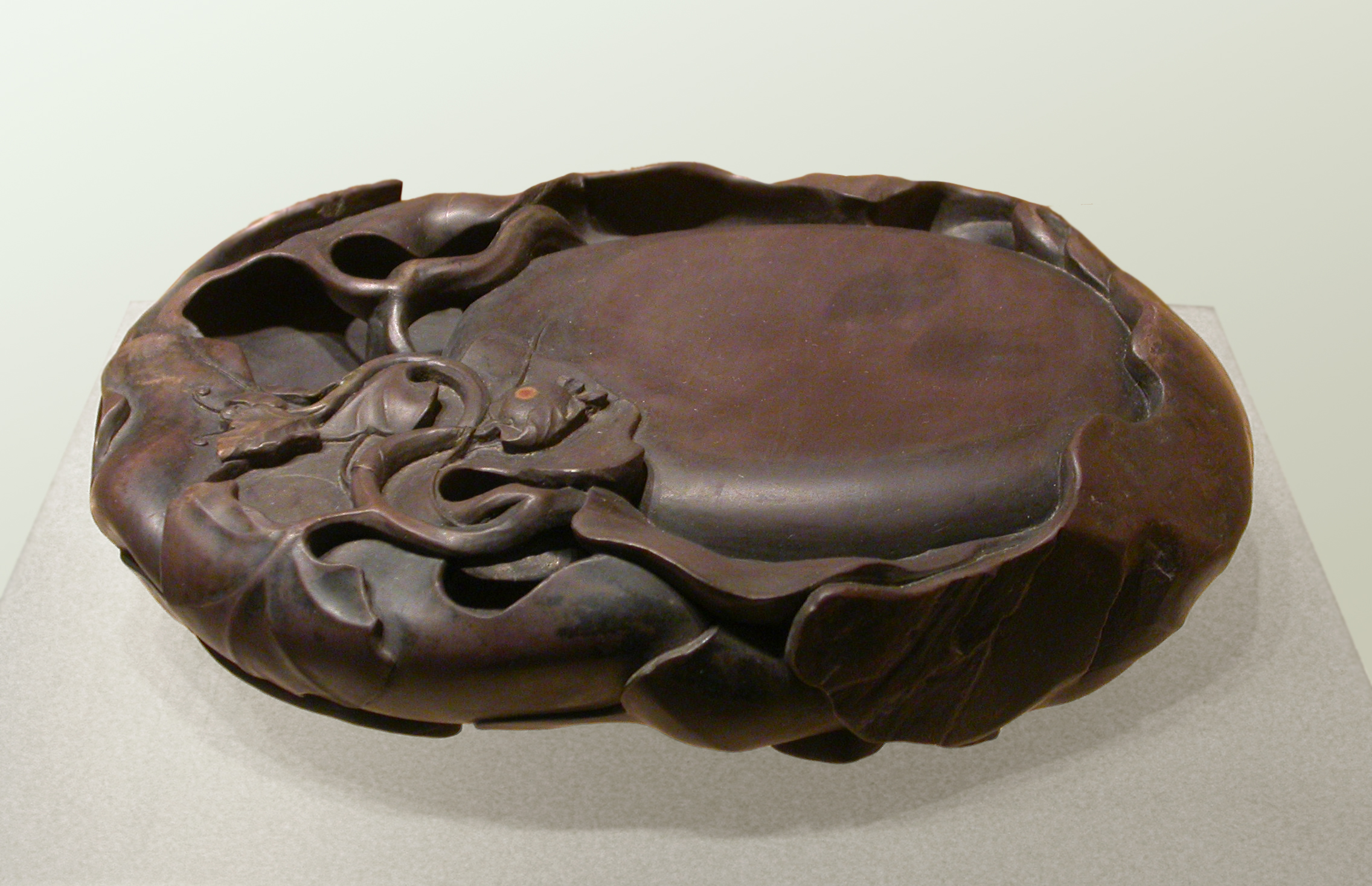
端砚
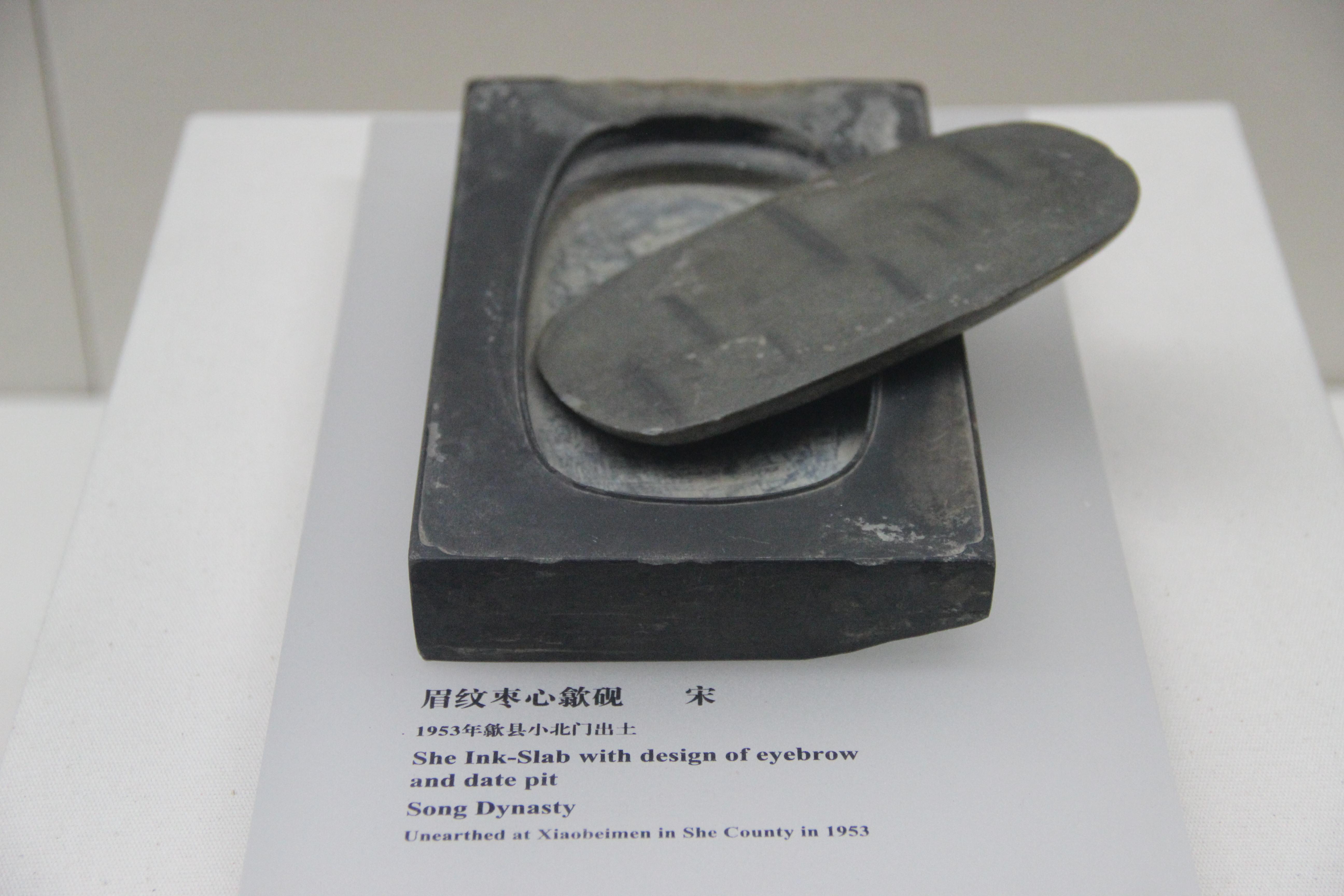
宋代梅纹枣心歙砚
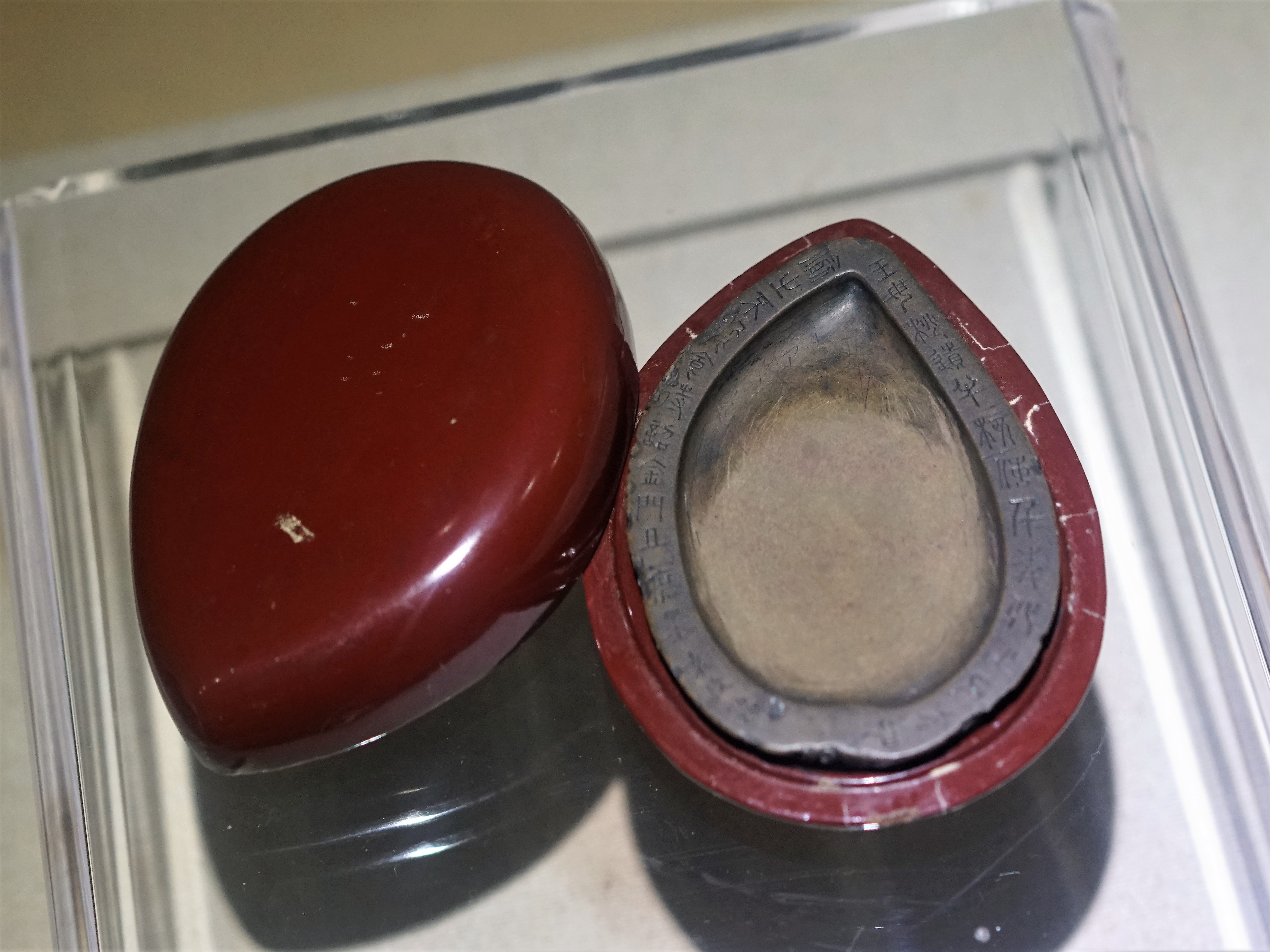
金代“泽州路家丹粉罗土澄泥砚记”铭砚，深圳望野博物館藏
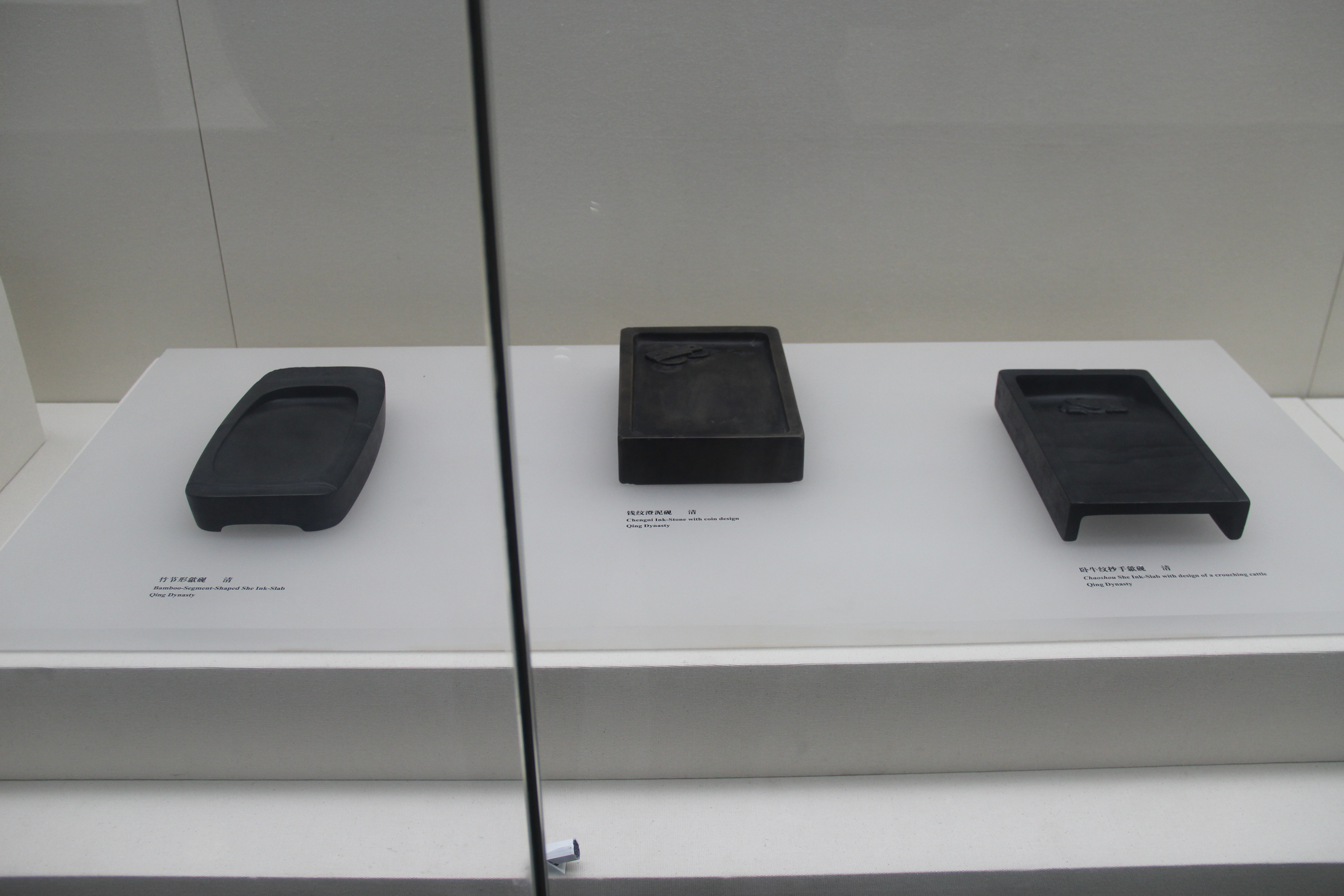
三块清代砚台，中间者为澄泥砚，两边为歙砚

## 歷史

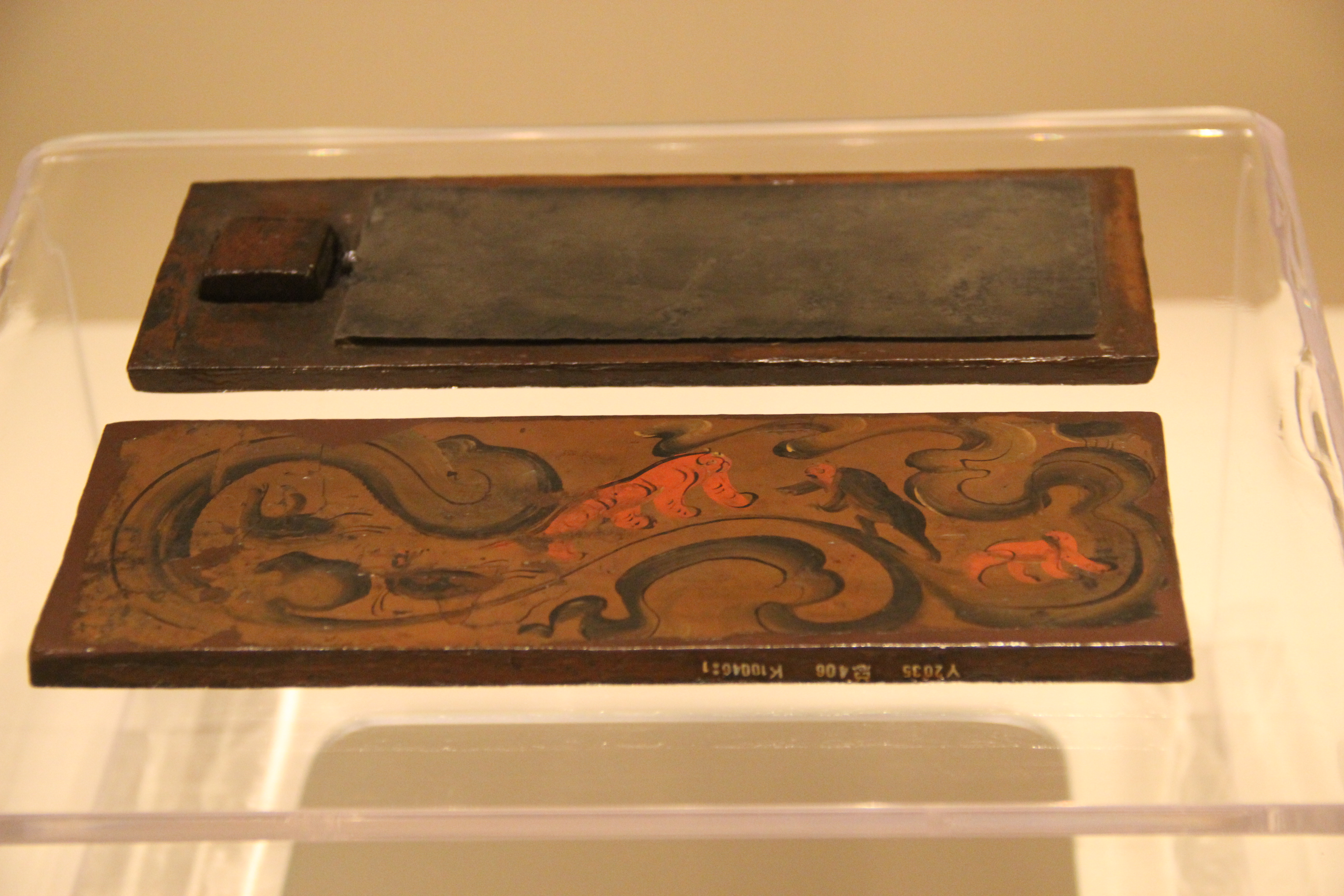
西汉漆盒石砚，1978年山东临沂金雀山周氏墓地出土，现藏中国国家博物馆

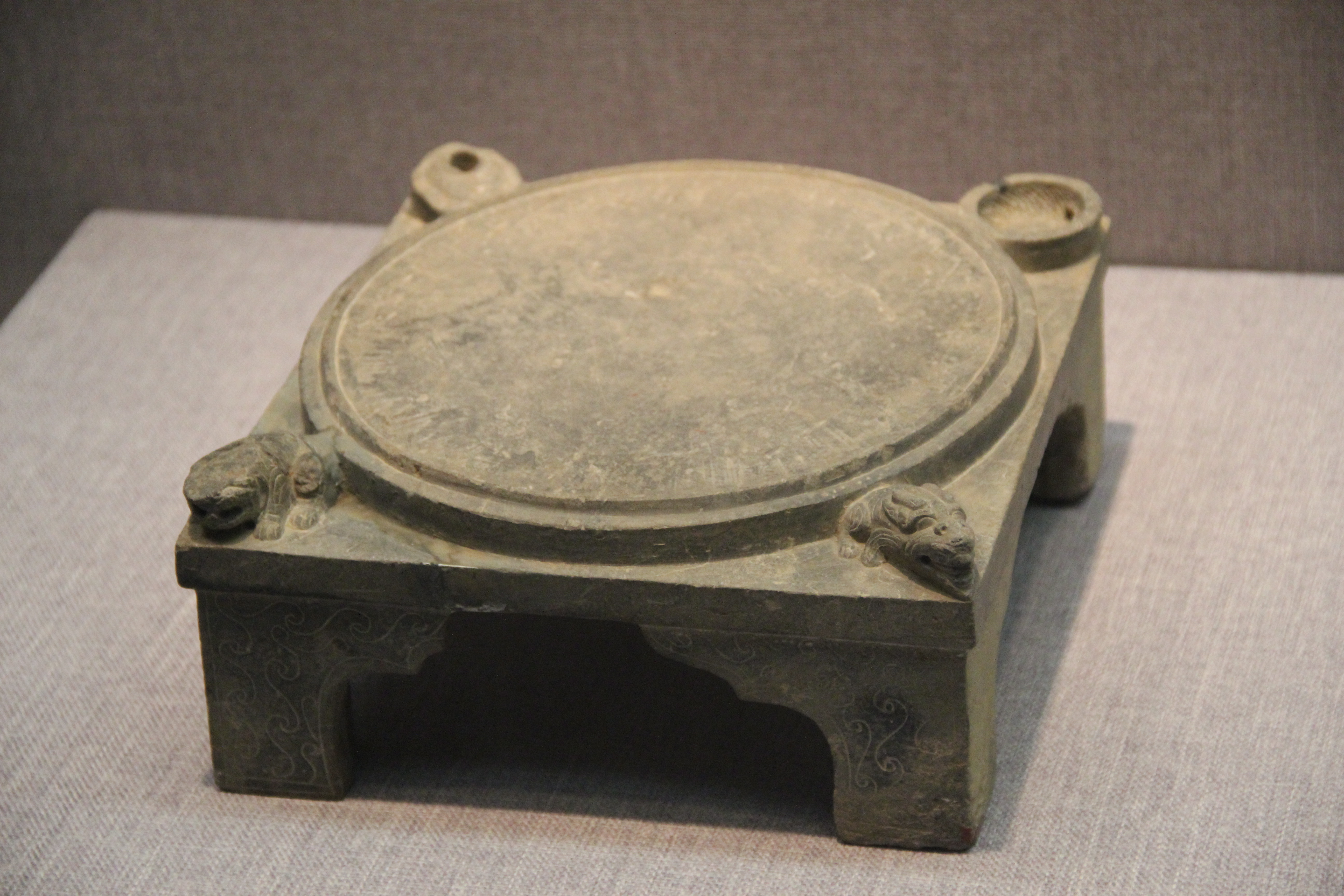
西晋砚台，藏洛阳博物馆

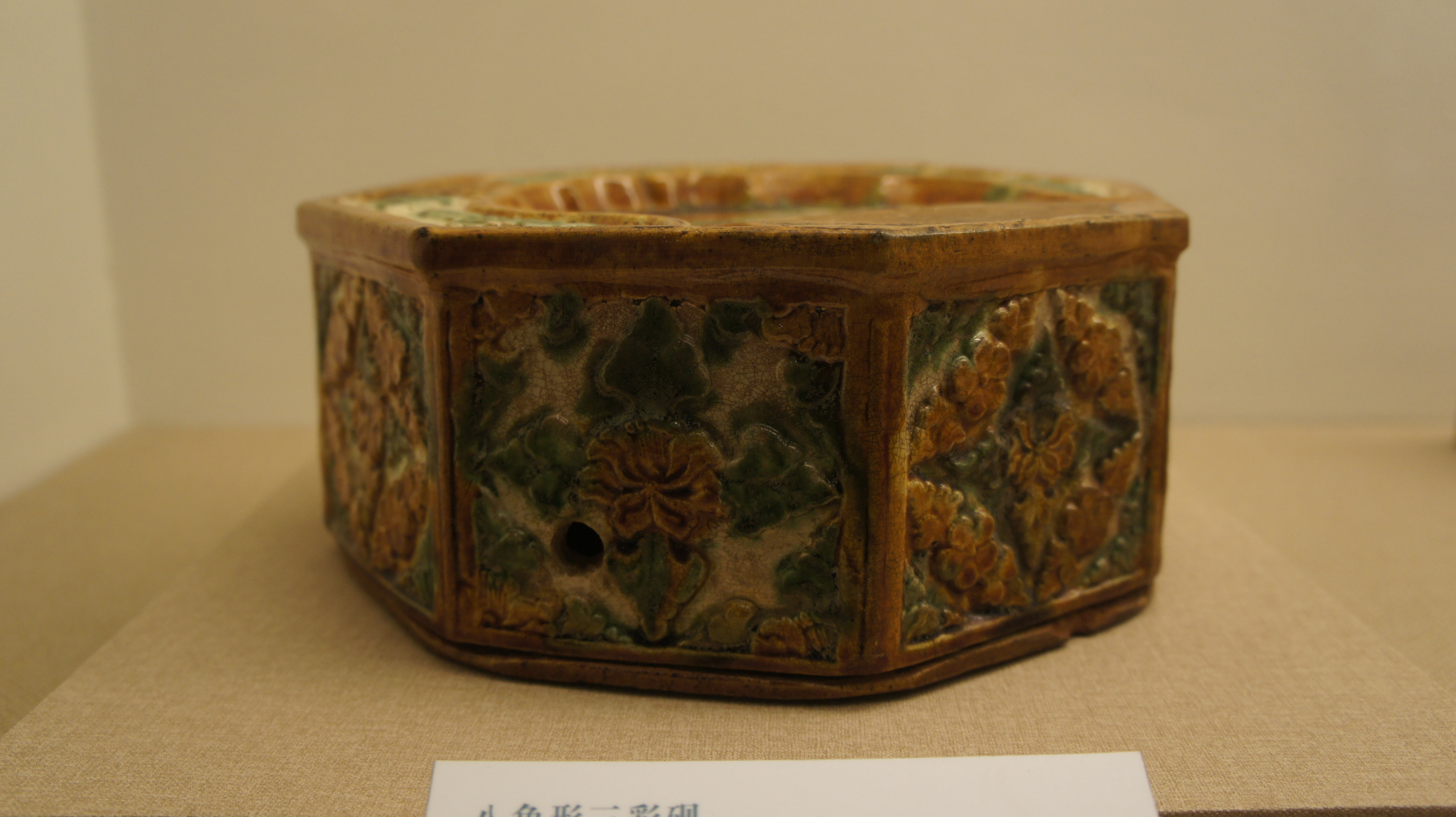
辽代兔形三彩砚

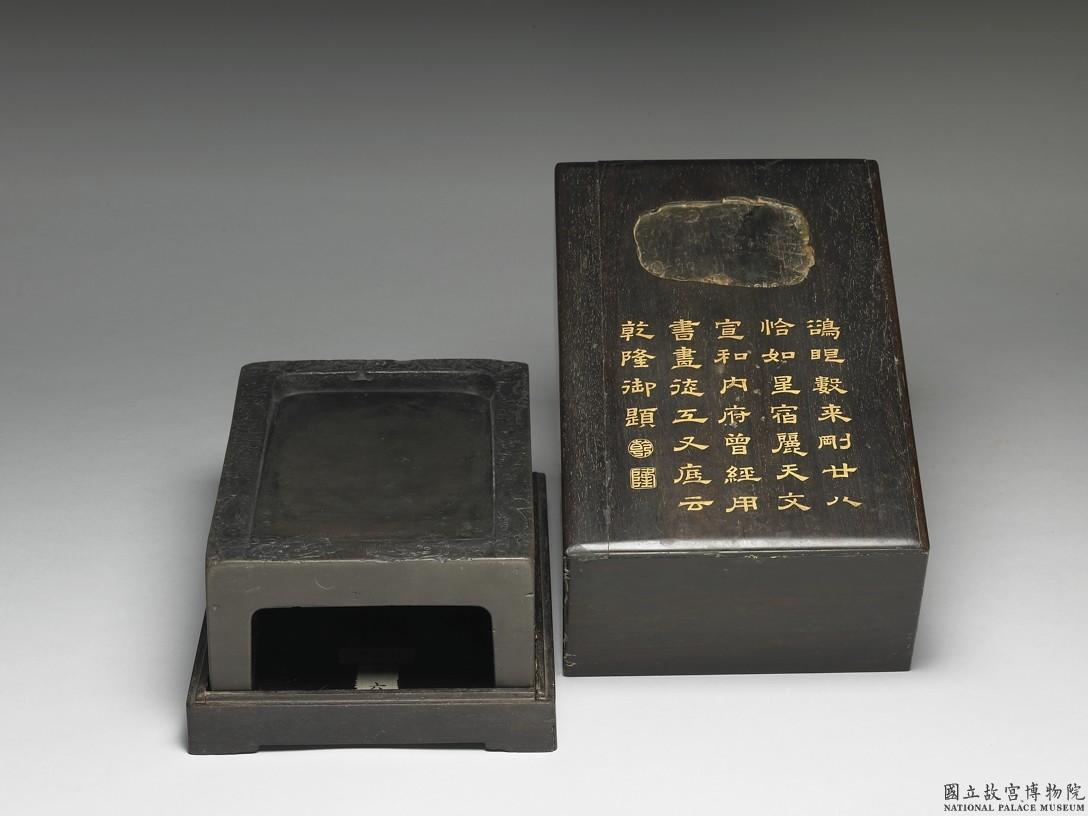
宋二十八星宿砚，藏台北故宫博物院

所謂文房四寶源於晚唐年間，戰亂頻繁，大批士族、良匠為避禍遷至相對穩定的南方定居，具備了良好的文化背景和技術條件。以及南方擁有豐富的松樹、石材等天然資源，再加上南唐李璟、李煜两代君主对文化艺術事業的發展非常熱心，特别是後主李煜治下，文化藝術發展兴盛发達至巔峰。中国历史上被称为文房四宝的纸、笔、墨、硯就是在这样的時代背景下被創造出来的，而李煜所用的澄心堂纸、李廷珪墨、龙尾石砚三寶當時更被譽为天下之冠，後來更被兩宋沿為御用。
苏轼藏有唐代许敬宗之砚，在黄州沙湖民家時得吕道人沉泥砚，苏轼说：“砚之美，止于滑而发墨，其他皆馀事也。”绍圣二年(1095年)，苏轼写信给黄庭坚：“或谓居士：‘吾当往端溪，可为公购砚。’居士曰：‘吾两手，其一解写字，而有三砚，何以多为？’”苏轼有诗紀念亡友石昌言：“非人磨墨墨磨人！”經過很長時間的歷史，硯台已早已不再是單純的文具，而成為了集雕刻，繪畫於一身的精美工藝品，成為文人墨客收藏的對象。北宋末何蘧《春渚紀聞》記載宋徽宗召米芾寫字，米芾看到皇帝桌上有名硯，一寫完字，就抱上硯台跪請曰：「此硯經臣濡染，不可復以進禦，取進止。」讓皇帝把硯台賜給他，皇帝答應他，米芾舞蹈以謝，又恐皇上後悔，便急著把硯台抱回，連衣服都染黑了。徽宗嘆氣說：“颠名不虚得也。”钱俨小时梦到有人送给他一方大砚，自此文辞大進，当时国中词翰多出其手。宋代亦有以新砚冒充唐代端砚的故事。李士衡家藏一研，有刻字云：“天宝八年冬端州东溪石刺史李元书。”刘敞卻告訴他：“天宝安得有年？自改元即称载矣。且是时州皆称郡，刺史皆称太守，至德后始易，今安得独尔耶？”
古代文人很注重对砚台的保养。陆游在《老学庵笔记》中记载：“谢景鱼名沦涤砚法：用蜀中贡余纸，先去黑，徐以丝瓜磨洗，余渍皆尽，而不损砚。”叶梦得的《避暑录话》记载：“柳公权记青州石末研墨易冷，字或为泠。凡顽石捍坚，磨墨者用力太过而疾，则两刚相拒，必热而沫起……冷与泠二义不相远，石末本瓦研，极不佳，至今青州有之。”
明开始使用铜雀台遗迹上的砖所做砖砚亦曾經風行一时。明末吕留良有嗜研之癖，自言“予幼嗜砚石，所蓄不下二三十枚。”，黃宗羲曾贈給他一方八角硯，這硯台是梅朗中從傳教士手中得到的龙尾砚。康熙时林佶、余甸皆嗜砚，余甸題有〈中洞活眼砚铭〉：“莫精于中洞，粹然者其出水之芙蓉，莫良于眸子，然者晓星之当空。”。
明清時士子曾以燕子石制硯，所謂的燕子石其實是寒武纪时期的三叶虫化石，风韵别致，且易于发墨，深為书家所珍爱。王漁洋《池北偶談》載：「鄒平張尚書崇禎間游泰山，宿大汶口，偶行至汶水濱，水中得石，作多蝠（福）硯。」张延登死后，其砚落入浙抚张勄手中。孔尚任對多蝠硯咏赞不绝：“张家两中丞，得失如轮转；一砚供二贤，前后荷殊眷”。
臺灣濁水溪所產之「螺溪石」，經琢磨而成的硯，稱「螺溪硯」，由於色澤雅美，發墨佳良，而且嚴冬不凍，貯水不乾。